# Момогава-Мару
Момогава-Мару (Momogawa Maru) — судно, яке під час Другої світової війни взяло участь у операціях японських збройних сил у Мікронезії.
Момогава-Мару спорудили в 1941 році на верфі Kawasaki Zosensho в Кобе на замовлення компанії Kawasaki Kisen, яка призначила його для транспортування лісоматеріалів з Сибіру.
У листопаді 1941-го судно реквізували для потреб Імперської армії Японії. 18 червня 1943-го його новим користувачем став Імперський флот Японії.
2—12 липня 1943-го Момогава-Мару пройшло у складі конвою з Йокосуки на Трук у центральній частині Каролінських островів (тут ще до війни створили потужну базу японського ВМФ, з якої до лютого 1944-го провадились операції в низці архіпелагів). За іншими даними, судно вийшло з Японії на кілька діб раніше, а кінцевим пунктом призначення був атол Тарава на островах Гілберта, куди мали доставити цемент для спорудження укріплень. 10—18 серпня Момогава-Мару разом з конвоєм № 4810 повернулось з Труку до Йокосуки.
Станом на середину вересня 1943-го судно знову перебувало на Труці, звідки 23 вересня вийшло у складі конвою № 5231. Місцем призначення був атол Кваджелейн на Маршаллових островах, куди Момогава-Мару прибуло 28 березня. 1 листопада судно вийшло з Кваджелейну у складі конвою, маючи на буксирі флотський танкер Ширетоко, який на початку осені був торпедований та пошкоджений американським підводним човном. 10—11 листопада загін заходив на Сайпан (Маріанські острови), після чого попрямував далі до Японії. 13 листопада підводний човен USS Scorpion поцілив Ширетоко ще однією торпедою, проте 23 листопада Момогава-Мару все-таки довело цей танкер до Сасебо.
19—31 грудня 1943-го судно пройшло в конвої з Йокосуки на Трук. У січні 1944-го «Момогава-Мару» перейшло на Кваджелейн із черговим завданням з проведення пошкодженого транспорту на буксирі. 28 січня «Момогава-Мару» полишив Кваджалейн з «Кеншо-Мару» на буксирі (при цьому вже за кілька діб цей атол стане ціллю для десантної операції союзників, що призведе до загибелі всіх кораблів, які залишились тут) і 4 лютого успішно прибув на Трук.
17 лютого 1944-го по Труку завдало потужного удару американське авіаносне угруповання (операція «Хейлстоун»), яке змогло знищити в цьому рейді кілька бойових кораблів та близько трьох десятків інших суден. Літаки з авіаносця USS Bunker Hill поцілили «Момогава-Мару» 454-кг бомбою, що призвело до загибелі судна.